# Jean des Kellia
Pour les articles homonymes, voir Jean et Kellia.
Jean des Kellia est un évêque miaphysite du site monastique des Kellia près de Scété (désert Libyque, Égypte), consacré par Jacques Baradée. C'est un témoin de l'histoire ecclésiastique d'Alexandrie dans le dernier tiers du VIe siècle.

## Référence aux écrits conservés
- CPG  7229 : anathèmes des écrits de Jean Philopon
- CPG 7230 : lettre à Longin évêque des Nubiens